# Janne Niinimaa
Janne Henrik Niinimaa (* 22. Mai 1975 in Raahe) ist ein ehemaliger finnischer Eishockeyspieler, der im Verlauf seiner Karriere unter anderem für die Philadelphia Flyers, Edmonton Oilers, New York Islanders, Dallas Stars und Canadiens de Montréal in der National Hockey League gespielt hat.

## Karriere
Niinimaa begann seine Karriere in der finnischen SM-Liiga bei Jokerit Helsinki. Beim NHL Entry Draft 1993 wurde als 36. in der zweiten Runde von den Philadelphia Flyers gezogen. Er verbrachte noch drei Spielzeiten in Helsinki und wechselte dann 1996 nach Nordamerika zu den Philadelphia Flyers (NHL). In seiner ersten NHL-Saison erhielt er einen Platz im All-Rookie-Team. Von den Flyers wurde er in der Saison 1997/98 zu den Edmonton Oilers getauscht. 2001 konnte er am NHL-All-Star-Spiel teilnehmen. Er spielte für die Oilers bis zur Saison 2002/03, in der er zu den New York Islanders getauscht wurde. 2004/05 kehrte er nach Finnland zurück und spielte für die Oulun Kärpät, mit denen er den finnischen Meistertitel erreichen konnte. Außerdem spielte er in dieser Saison in Malmö, Schweden. Nach dem Lockout kehrte er zu den New York Islanders zurück, die ihn in der Saison 2005/06 zu den Dallas Stars tauschten. Am 30. September 2006 wechselte Niinimaa im Tausch gegen Mike Ribeiro zu den Canadiens de Montréal, allerdings konnte er sich dort nicht durchsetzen und wurde nur in 41 Spielen eingesetzt. Er bekam keinen neuen Vertrag in der NHL und wechselte deshalb vor der Spielzeit 2007/08 zum Schweizer Rekordmeister HC Davos. Da sein Vertrag beim HCD nicht verlängert wurde und er zunächst keinen neuen Arbeitgeber fand, hielt er sich in Finnland bei Oulun Kärpät fit. Am 27. November 2008 wurde er von den SCL Tigers bis Jahresende unter Vertrag genommen, um den verletzten Curtis Murphy zu ersetzen.
Im August 2009 wurde Niinimaa vom HV71 für ein Jahr unter Vertrag genommen. Ein Jahr später wechselte er nach Auslaufen des Vertrages innerhalb der Elitserien zu Luleå HF. Ab November 2011 stand er bei den Rapperswil-Jona Lakers in der Schweizer National League A zunächst für einen Monat unter Vertrag. Anschließend ließ er seine Karriere beim schwedischen Zweitligisten Asplöven HC ausklingen.

### International
Niinimaa spielte 1998 und 2002 bei den Olympischen Winterspielen und konnte bei der Weltmeisterschaft 1995 mit Finnland Gold gewinnen.

## Erfolge und Auszeichnungen
- 1994 Finnischer Meister mit Jokerit
- 1996 Finnischer Meister mit Jokerit
- 1997 NHL All-Rookie Team
- 2001 Teilnahme am NHL All-Star Game
- 2005 Finnischer Meister mit Oulun Kärpät
- 2010 Schwedischer Meister mit HV71
- 2011 Spengler-Cup-Gewinn mit dem HC Davos
- 2014 Aufnahme in die Finnische Eishockey-Ruhmeshalle

### International
- 1995 Goldmedaille bei der Weltmeisterschaft
- 1998 Bronzemedaille bei den Olympischen Winterspielen
- 2000 Bronzemedaille bei der Weltmeisterschaft
- 2004 2. Platz beim World Cup of Hockey